# Temple Bar (Dublin)

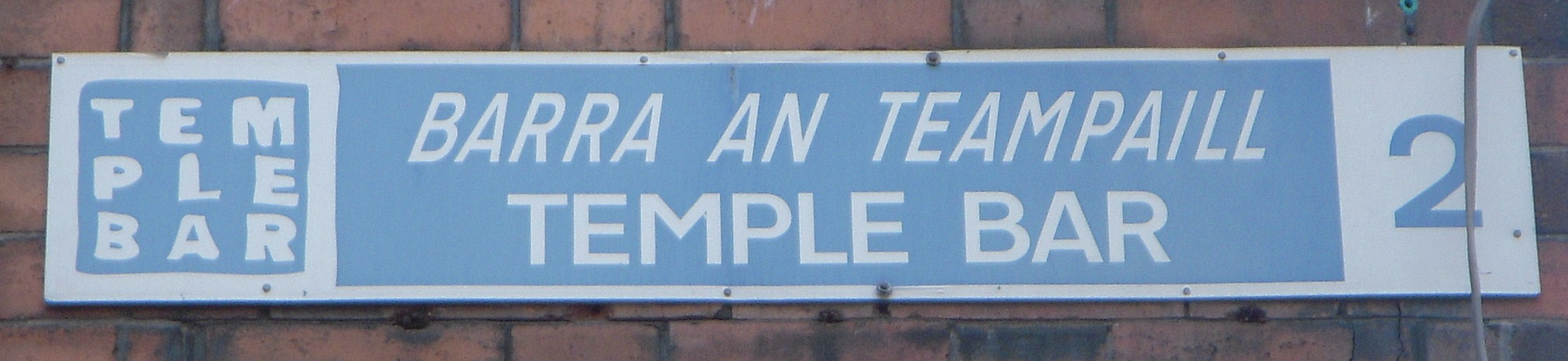
Temple Bar

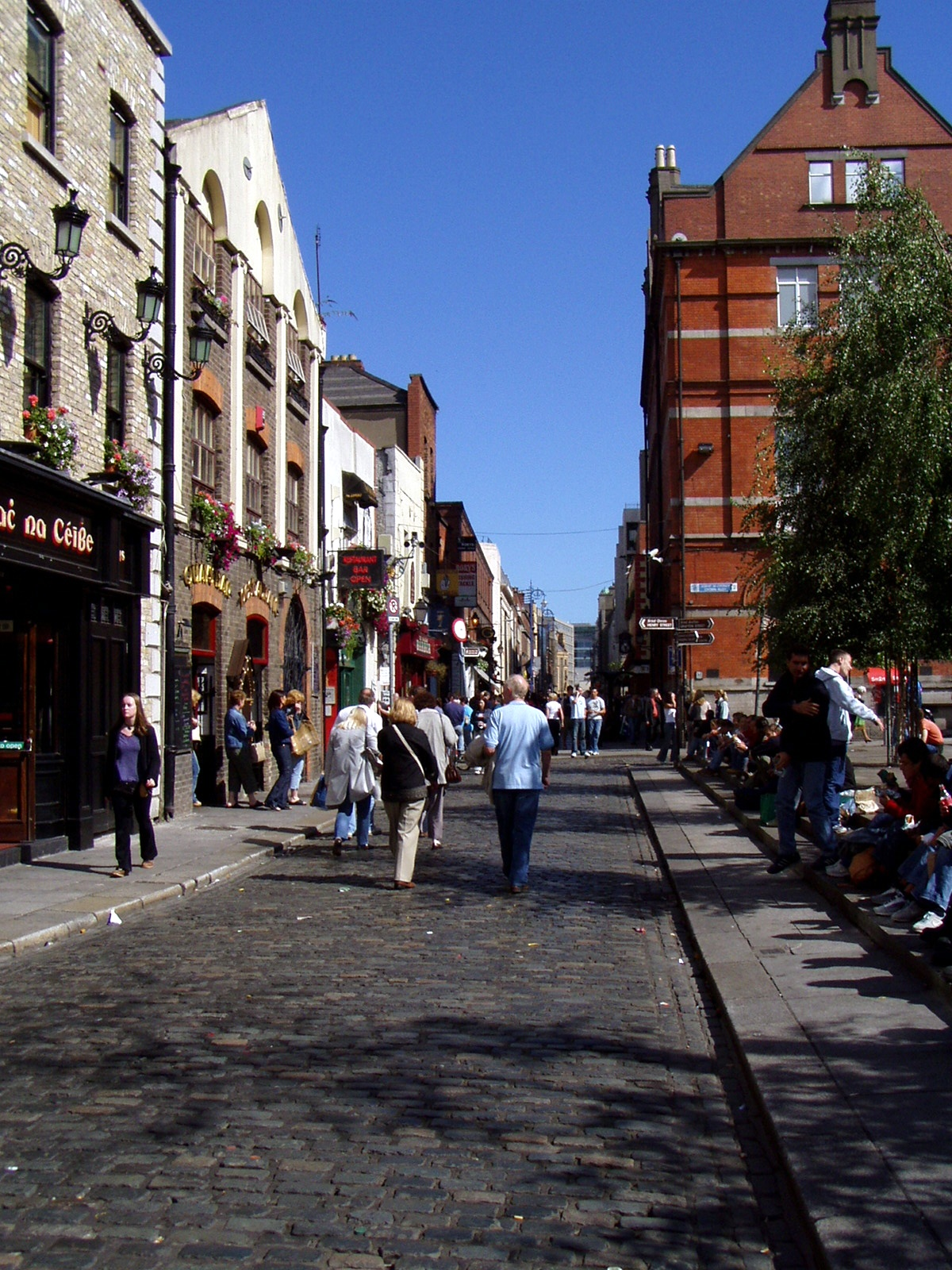
Temple Bar

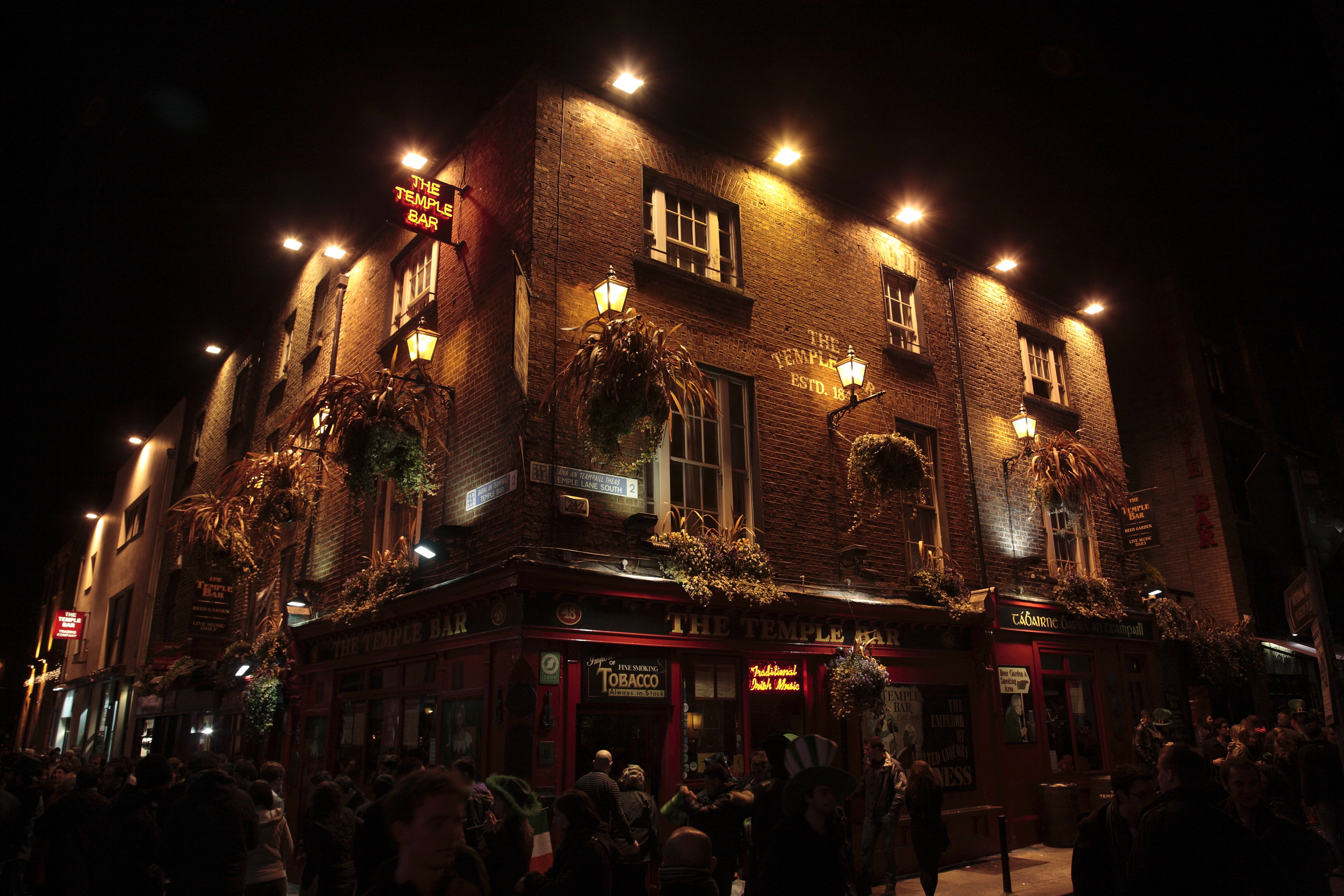
The Temple Bar, Temple Bar, abends

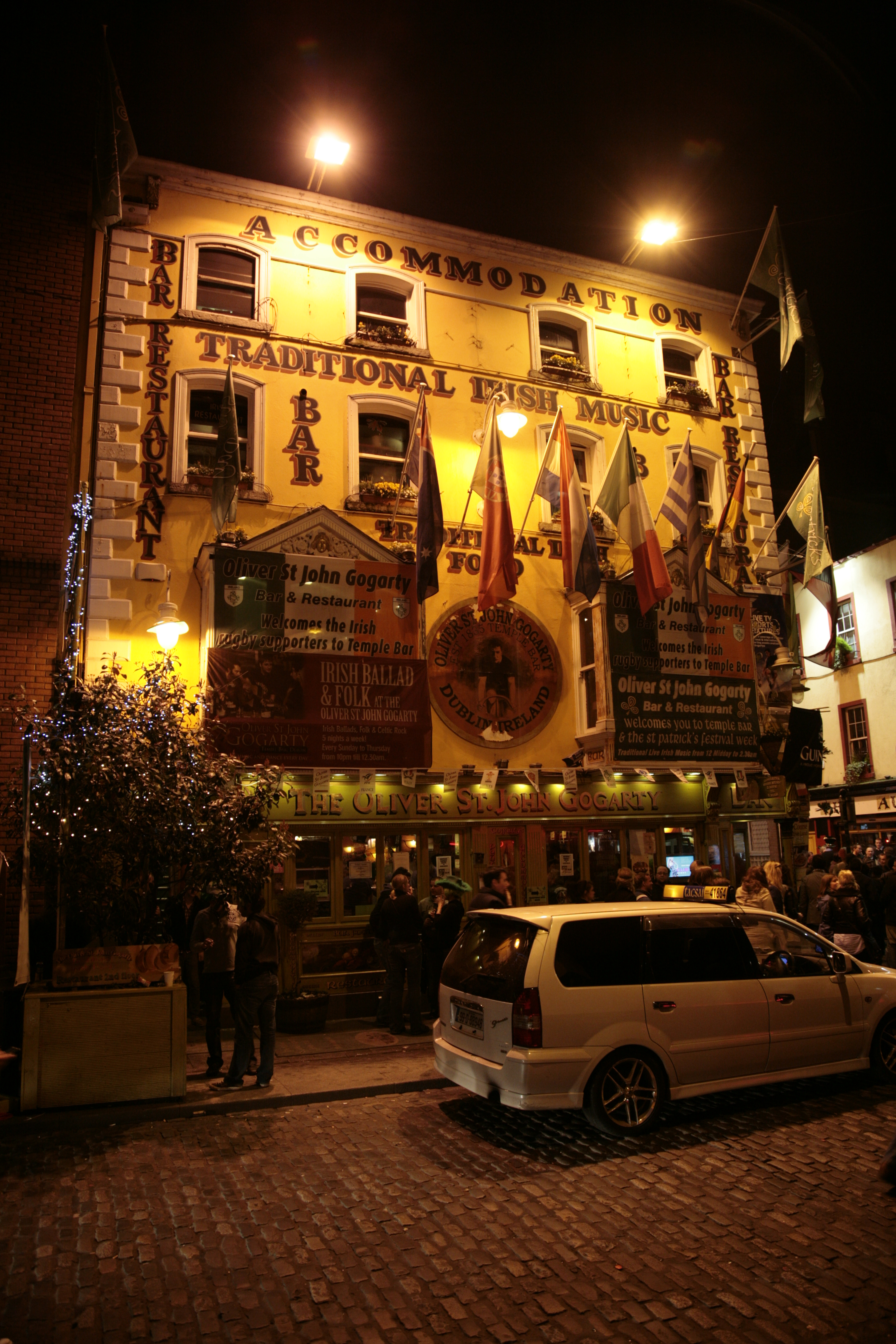
The Oliver St. John Gogarty Pub in der Temple Bar am Abend

Temple Bar (irisch Barra an Teampaill) ist ein Stadtteil am Südufer des Flusses Liffey im Zentrum von Dublin, Irland. Das Stadtviertel wird eingeschlossen vom Fluss Liffey im Norden, von der Dame Street im Süden, der Westmoreland Street im Osten und der Fishamble Street im Westen.
Im Gegensatz zu den umgebenden Stadtvierteln hat Temple Bar sich seine frühneuzeitlichen Straßenzüge mit vielen engen kopfsteingepflasterten Gassen erhalten. Temple Bar ist Dublins Kulturviertel (vor allem für Touristen) mit einem munteren Nachtleben.

## Geschichte
Temple Bar hat seinen Namen vermutlich von der Familie Temple, die in dieser Gegend im 17. Jahrhundert lebte. Sir William Temple, Dekan des Dubliner Trinity College im Jahr 1609, bewohnte hier sein Haus mit Garten. Eine andere Möglichkeit der Namensherkunft ist die Nachahmung des Temple Bar-Viertels in London. Erstmals tauchte der Name Temple Bar im Jahr 1673 auf einer Karte auf. Am 13. April 1742 wurde in der Fishamble Street Georg Friedrich Händels Oratorium Messiah uraufgeführt. Eine jährliche Vorführung am gleichen Tag an der gleichen Stelle wird auch heute noch dargeboten. Im Jahre 1791 wurde während eines Treffens in einer Taverne in Eustace Street die Society of United Irishmen gegründet, eine republikanische Revolutionsbewegung.

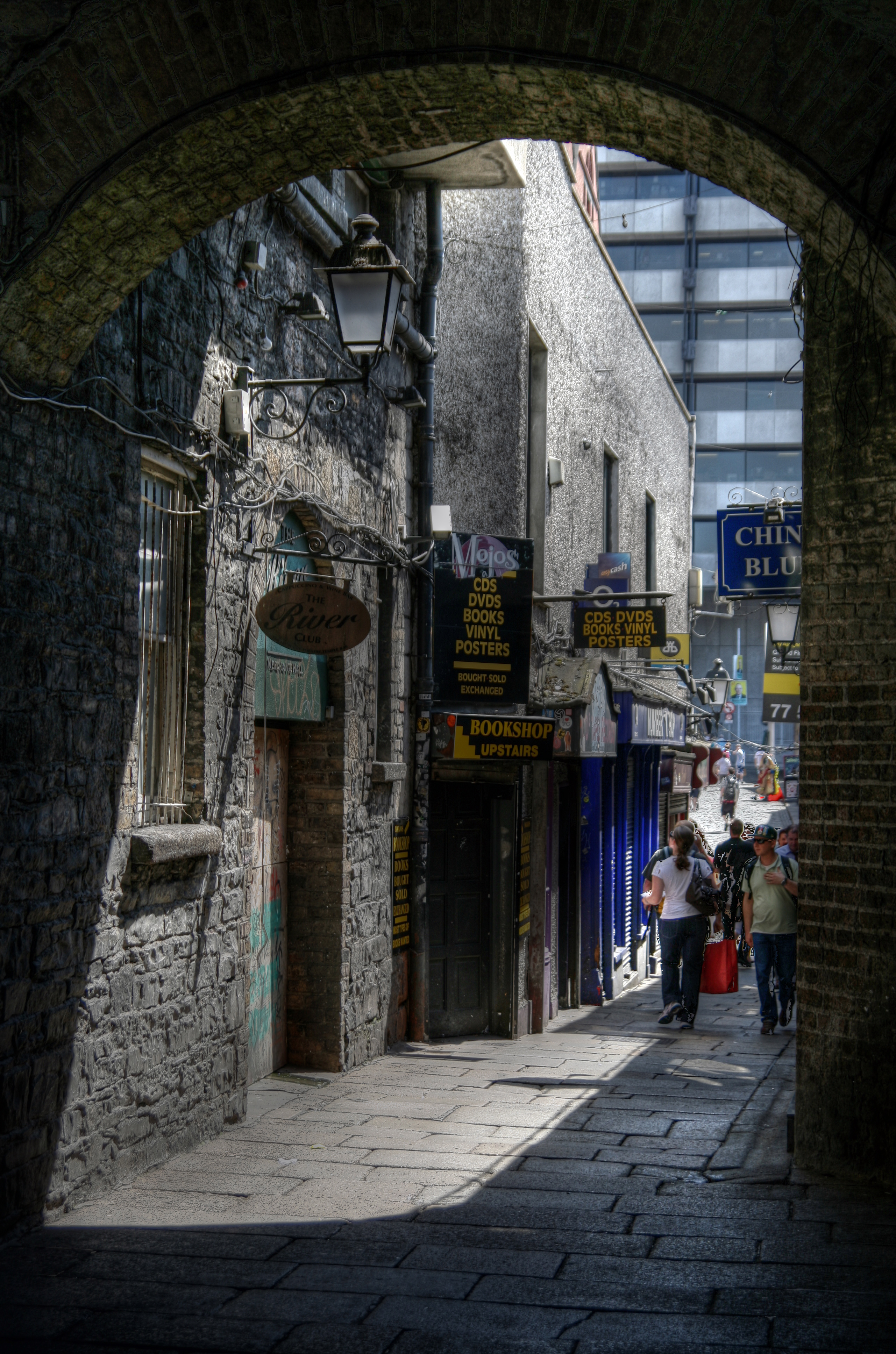
Zugang durch Merchants Arch, von der Ha’penny Bridge

Im 19. Jahrhundert verlor das Viertel immer mehr an Popularität, im 20. Jahrhundert war das Viertel verfallen und die meisten Gebäude Ruinen. Möglicherweise rettete der äußere Anschein des Viertels es vor dem Zugriff von Grundstückshändlern, die in den 1960er-Jahren in anderen Teilen der Dubliner Innenstadt viel historische Bausubstanz zerstörten. In den 1980er-Jahren plante die staatliche Transportgesellschaft Córas Iompair Éireann den Erwerb des Viertels, um es abzureißen und an der Stelle einen Busbahnhof zu errichten. Während der Planungsphase wurden die Gebäude zu sehr günstigen Preisen vermietet, was viele kleine Geschäfte, Künstler und Galerien anzog. Proteste von An Taisce, Einwohnern und Händlern führten letztendlich zur Einstellung des Busbahnhof-Projektes, und im Jahr 1991 gründete das Irische Parlament die gemeinnützige Gesellschaft ‘Temple Bar Properties’, um die Neubildung von Dublins Kulturviertel zu überwachen.

## Gegenwart
Das Viertel beherbergt viele irische Kultur-Institutionen, wie z. B. das Irish Photography Centre (vereint das Dublin Institute of Photography, das nationale Fotoarchiv und die Gallery of Photography), das Ark Children’s Cultural Centre, das Irish Film Centre mit dem nationalen Filmarchiv, das Temple Bar Music Centre, das Arthouse Multimedia Centre, das Project Arts Centre, die Gaiety School of Acting und die irische Zentralbank (Central Bank of Ireland).
Nach Anbruch der Dunkelheit findet hier der Hauptteil von Dublins Nachtleben statt, mit vielen auf Touristen ausgerichteten Nachtclubs, Restaurants und Pubs, wie z. B. Porterhouse, Turk’s Head, The Temple Bar, Quays Bar, Foggy Dew, Bad Ass Cafe oder The Palace.
Zwei neue Plätze wurden in den letzten Jahren neu errichtet – Meetinghouse Square and Temple Bar Square.
Seit Sommer 2004 findet am Meetinghouse Square das Speaker’s Square Project statt – in Anlehnung an Speaker’s Corner in London. Jeden Samstag findet auf dem Meetinghouse Square der Temple Bar Food Market und in der Cow’s Lane der Modemarkt Cow’s Lane Market statt. Den Temple Bar Book Market findet man samstags und sonntags auf dem Temple Bar Square.